# Талыбов, Гусейн Гейдар оглы
Гусе́йн Гейда́р оглы́ Талы́бов (азерб. Hüseyn Heydər oğlu Talıbov; род. 16 ноября 1937, Гянджа) — председатель Верховного суда Азербайджана (1986—1992).

## Биография
Гусейн Гейдар оглы Талыбов родился 16 ноября 1937 года в Гяндже. В 1958—1963 учился на юридическом факультете Азербайджанского государственного университета.
С 1963 года работал судьёй-стажёром в Верховном суде Азербайджанской ССР. В 1964—1971 годы — народный судья в Ханларском, Гахском, Загатальском районных судах. В августе 1971 года был избран членом Верховного суда Азербайджанской ССР; с 1980 — заместитель председателя, с 1985 — первый заместитель председателя Верховного суда.
С 1986 до июля 1992 года — председатель Верховного суда Азербайджанской ССР / Азербайджана. Занимался пересмотром судебных ошибок, восстановлением нарушенных прав граждан, в том числе подвергшихся репрессиям в 1937 и последующие годы. Одной из его заслуг считают неприменение в Азербайджане исключительной меры наказания по делам, связанным с Карабахским конфликтом.
С июля 1992 года — председатель сумгаитского городского суда. Одновременно с 1994 года — председатель квалификационной коллегии судей города Баку и других городских и районных судов Республики. Коллегия давала согласие на избрание судей и их досрочный отзыв, присваивала квалификации судьям и рассматривала вопросы привлечения их к дисциплинарной ответственности.
С 2000 года — председатель Апелляционного суда Азербайджана; с 16 июня 2007 — судья Бакинского апелляционного суда. Полномочия прекращены в августе 2010 года в связи с достижением предельного возраста пребывания в должности судьи.
Избирался депутатом Бакинского городского совета и Верховного Совета Азербайджанской ССР.

### Семья
Женат; имеет троих детей: дочь — врач, сыновья — юристы.

## Научная деятельность
В 1970 году защитил кандидатскую диссертацию по трудовому праву. Автор двух книг, а также научных статей по юриспруденции.

## Награды и звания
- Почётная грамота Президиума Верховного Совета Азербайджанской ССР (1983, 1987)[1]
- Орден «Знак Почёта» (1986)[2]
- Нагрудный знак Министерства юстиции СССР «За трудовое достижение» (1987)[1]
- Медаль «Терегги» (21.11.2008)[1][5].